# Queen's First EP
Queen's First EP — перший мініальбом британського рок-гурту Queen, що вийшов у травні 1977 року на лейблі EMI. Мініальбом містив чотири треки, взяті зі студійних альбомів Queen II (1974), Sheer Heart Attack (1974), A Night at the Opera (1975) і A Day at the Races (1976).

## Трек-лист
| Side one | Side one                              | Side one        | Side one   |
| #        | Назва                                 | Автор           | Тривалість |
| -------- | ------------------------------------- | --------------- | ---------- |
| 1.       | «Good Old-Fashioned Lover Boy»        | Freddie Mercury | 2:53       |
| 2.       | «Death on Two Legs (Dedicated to...)» | Mercury         | 3:43       |
| 6:36     |                                       |                 |            |

| Side two | Side two                    | Side two     | Side two   |
| #        | Назва                       | Автор        | Тривалість |
| -------- | --------------------------- | ------------ | ---------- |
| 1.       | «Tenement Funster»          | Roger Taylor | 2:59       |
| 2.       | «White Queen (As It Began)» | Brian May    | 4:35       |
| 7:34     |                             |              |            |

## Музиканти
- Фредді Мерк'юрі — вокал
- Браян Мей — гітара, клавішні, вокал
- Джон Дікон — бас-гітара
- Роджер Тейлор — ударні, вокал

## Чарти
| Рік  | Країна          | Чарт             | Позиція |
| ---- | --------------- | ---------------- | ------- |
| 1977 | Велика Британія | UK Singles Chart | 17      |